# Villa Meli Lupi

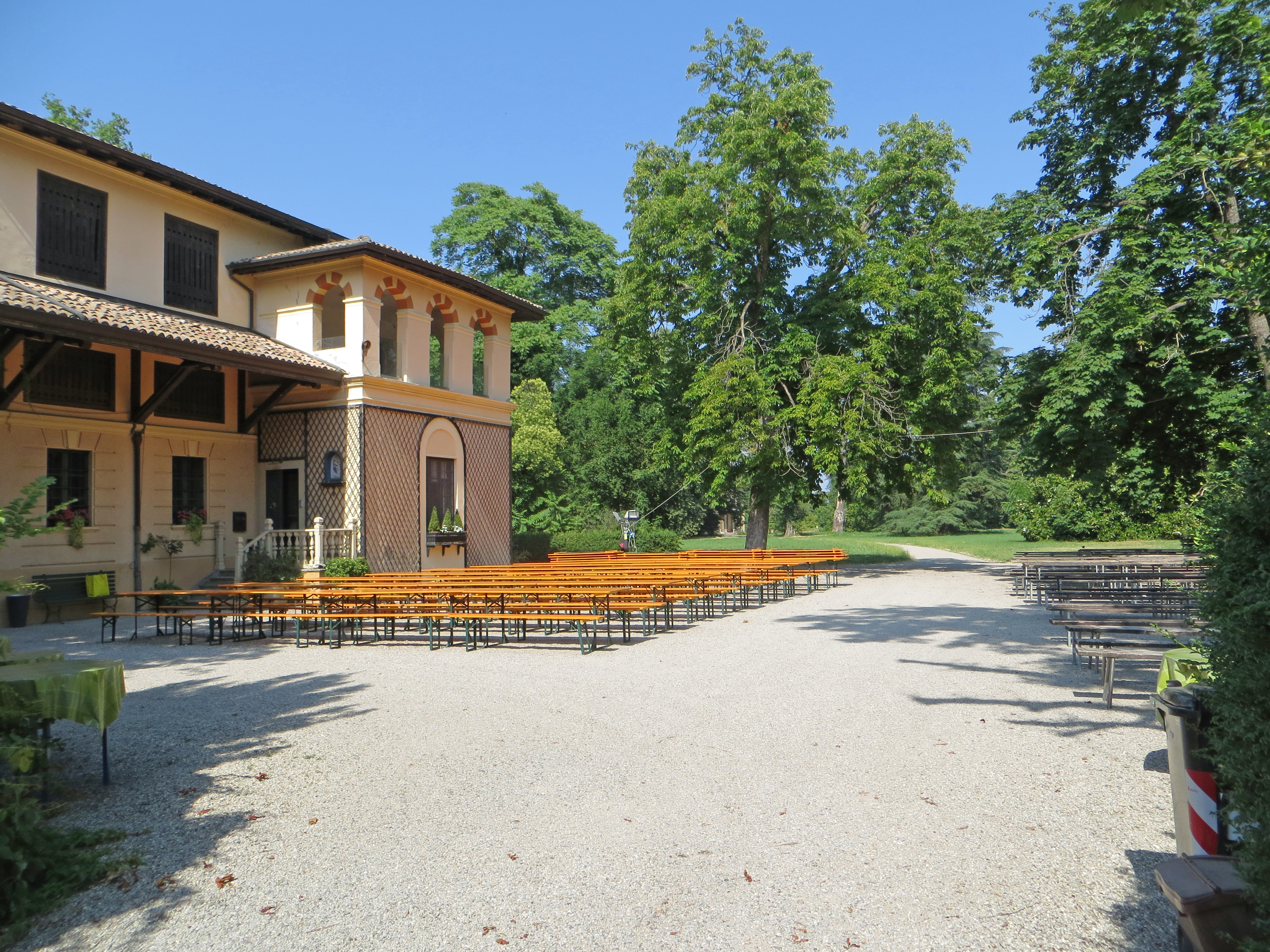
Villa Meli Lupi in Vigatto, Eingang zum Park und Südfassade

Die Villa Meli Lupi di Soragna-Tarasconi, auch Villa Toccoli genannt, ist ein neubarockes Landhaus in einem 10 Hektar großen englischen Landschaftsgarten im Ortsteil Vigatto der Stadt Parma in der italienischen Region Emilia-Romagna. Sie liegt in der Strada Martinella 326. Zu dem Anwesen gehört auch ein weiteres Gebäude in neugotischem Stil, das ursprünglich Casa Magawly-Cerati hieß und heute einfach Il Palazzo genannt wird.

## Geschichte
Das ursprüngliche Herrenhaus wurde vermutlich im 16. Jahrhundert errichtet. 1589 kaufte Giovanni Toccoli von der Kirchengemeinde des Klosters Vigatto das Gebäude und die anschließenden Ländereien mit einer Fläche von 22 Parmenser Biolche. Anfangs gehörte der südwestliche Teil des heutigen Parkes, in dem im 18. Jahrhundert das Landhaus der Ceratis errichtet wurde, nicht zum Anwesen. Vor dem Tod des letzten Grafen Antonio Cerati, der keine direkten Nachkommen hatte, ernannte dieser den Gatten seiner Nichte, Philip Magawly, zu seinem Universalerben. Dieser fügte dann den Familiennamen des Onkels seinem eigenen hinzu.

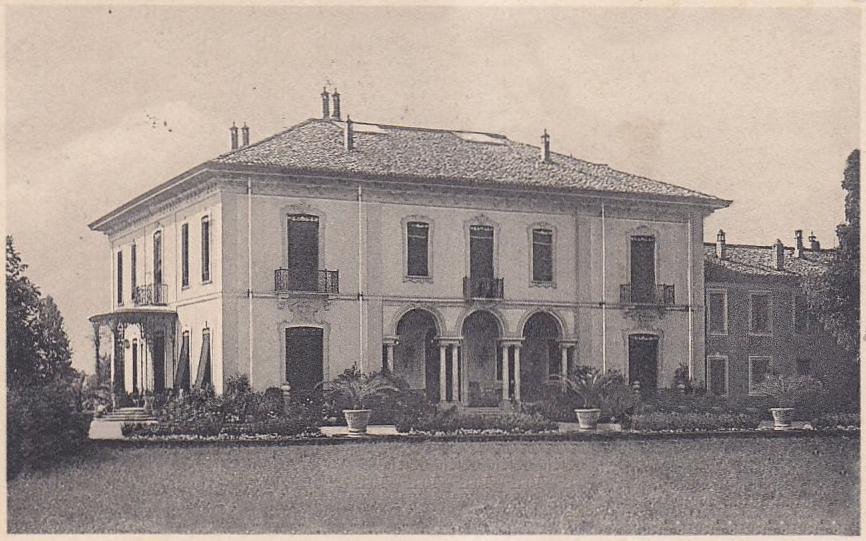
Das Landhaus um 1910

Um 1850, nach dem Ableben des letzten Grafen Toccoli, fiel das Landgut an den Grafen Luigi Tarasconi, dem letzten Nachkommen seiner Adelsfamilie. Dieser ernannte den Markgrafen Luigi Lupo Meli Lupi di Soragna zum Universalerben; dieser fügte in der Folge seinem eigenen Familiennamen den Namen Tarasconi hinzu. Gegen Ende des 19. Jahrhunderts beauftragten der neue Eigentümer und seine Gattin, Luisa Melzi di Cusano, den Architekten Antonio Citterio aus Mailand mit dem Umbau des Landhauses, das vollkommen neu im neubarocken, lombardischen Stil erbaut wurde, wobei nur die östliche Vorhalle des vorherigen Gebäudes erhalten blieb. An dieses Gebäude anschließend wurde außerdem „L’Annèxe“ (dt.: der Anbau) errichtet, wodurch sich die Nutzfläche des Gebäudes verdoppelte.
1895 kauften die Markgrafen von Graf Giuseppe Magawly das Landhaus von dessen Familie und beauftragten Citterio mit dessen Umbau in einen Bauernhof. In diesem Nebengebäude wurden Wohnungen für die Dienerschaft und Nebenräume geschaffen, außerdem Räumlichkeiten, die bis etwa 1975 als Kindergarten von Vigatto genutzt wurden. Der Architekt arrangierte außerdem des großen englischen Landschaftsgarten, der die beiden Gebäude umgibt.

## Beschreibung
Der große Park hat einen nahezu trapezförmigen Grundriss und erstreckt sich von der Gemeindestraße bis zum Parma-Bach; sein Eingang liegt im Südwesten in der Nähe des Nebengebäudes. Das Herrenhaus, das über eine kreisförmige Allee zu erreichen ist, liegt in der Mitte des Gartens.

### Herrenhaus
Das Gebäude besteht aus zwei benachbarten Baukörpern, dem eigentlichen Landhaus und „L’Annèxe“. Ersteres hat einen rechteckigen Grundriss mit drei Eingängen auf der West-, Süd- und Ostseite; nördlich schließt sich in L-Form der Flügel für das Dienstpersonal an.
Die Fassaden der Villa, die vollständig verputzt sind, sind zweistöckig; die Stockwerke sind durch ein Gesims getrennt. Die Tür- und Fensteröffnungen haben Stuckrahmen im Neurokokostil. An der Südseite ist der Haupteingang mit einer kleinen, ovalen Vorhalle aus Schmiedeeisen und einem kleinen Balkon darüber. In der Mitte der Ostfassade gibt es dagegen eine Vorhalle mit drei Rundbogenarkaden, getragen durch kleine Säulen mit Kapitellen, dem einzig verbliebenen Zeugnis des Gebäudes aus dem 16. Jahrhundert.
Im Inneren leitete das Atrium, das „Bocchirale“ genannt wird, zu den hohen Repräsentationsräumlichkeiten mit hölzernen Kassettendecken, dem großen Empfangssalon, den kleinen Salons, dem Speisesaal, der Bibliothek und dem Arbeitszimmer. Im Obergeschoss liegen dagegen die Schlafzimmer der Herrschaften mit vergleichbaren Decken.
Der niedrigere „Annèxe“, der durch einfachere- äußere Verzierungen an den Fenstern gekennzeichnet ist, enthält die Diensträume des Landhauses, darunter die Küchen, das Wäschezimmer, die Wäscherei und die Räumlichkeiten, die ursprünglich für das Dienstpersonal gedacht waren.

### „Il Palazzo“

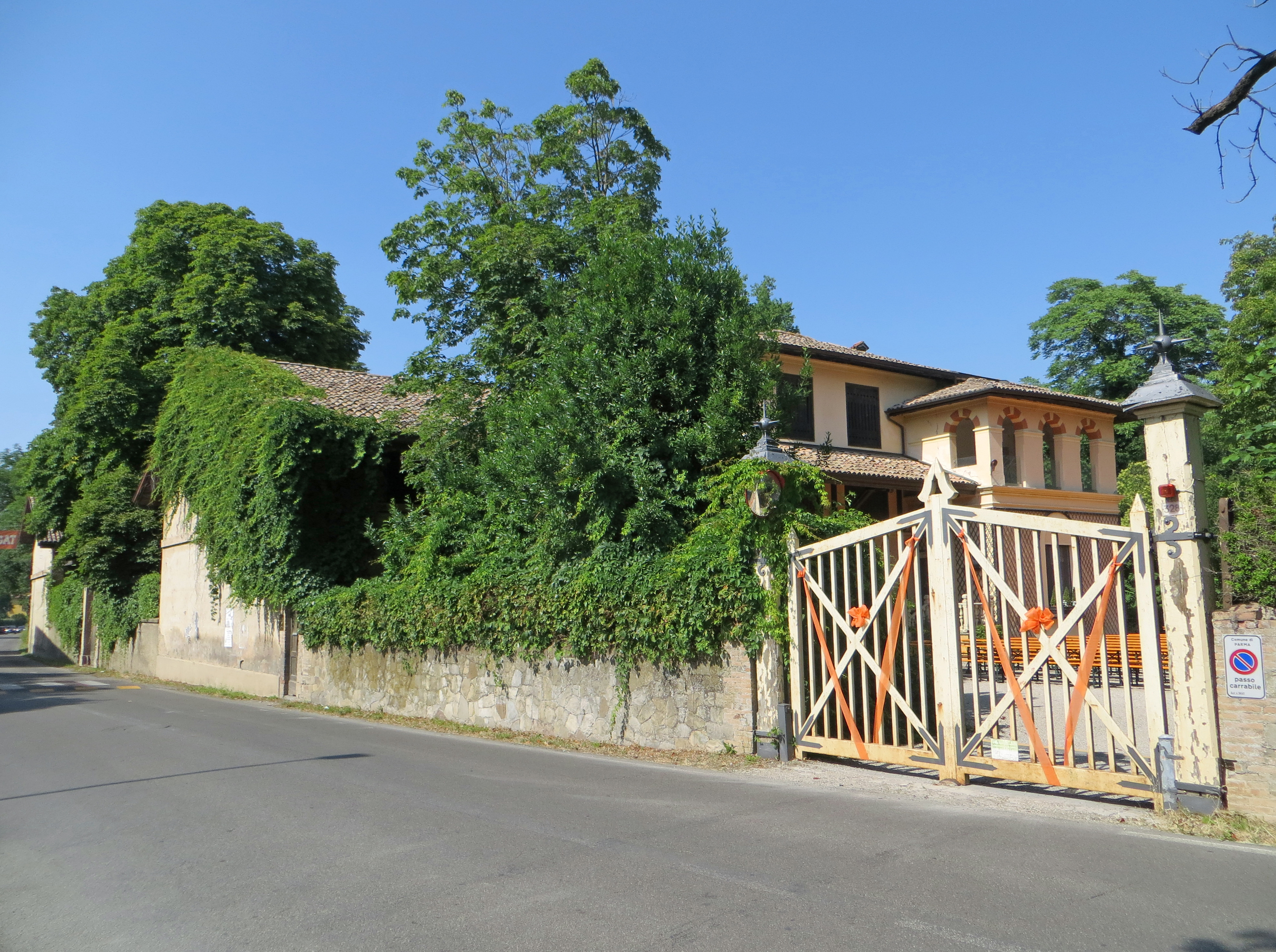
Tor zum Park und Südfassade des „Palazzo“

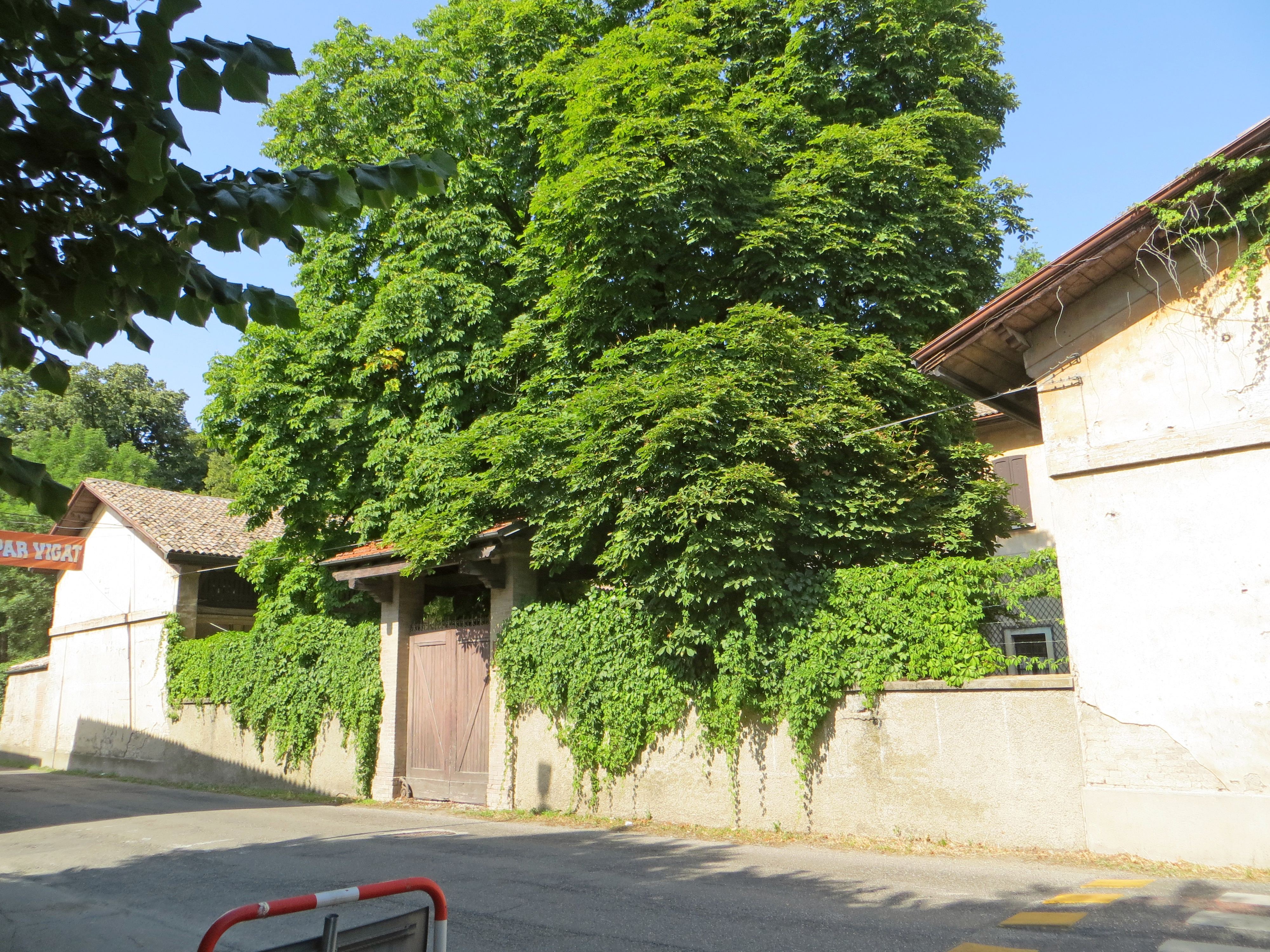
Fassade des „Palazzo“

Das Gebäude, heute ein Nebengebäude des Landhauses, hat einen symmetrischen, U-förmigen Grundriss mit Innenhof in der Mitte, dessen Eingang direkt zur Gemeindestraße zeigt.
Die verputzten Fassaden mit Rustizierung zeigen etliche neugotische Elemente, darunter das Spalierfutter im Erdgeschoss, die kleine Loggia zum Eingang in den Park, die tiefen Holzgesimse und die zahlreichen Vordächer.
Im Inneren gibt es einige Wohnungen und zahlreiche Diensträume, darunter die Garage, die Holzlege, die Lagerräume und die alten Stallungen für Esel und Pferde; darüber hinaus sind dort auch die Räumlichkeiten, die einst als Kindergarten dienten. Etwas weiter südlich, außerhalb des Tores des Landgutes, liegt schließlich das Gewächshaus.

### Park
Der große englische Landschaftsgarten erstreckt sich über eine Fläche von etwa 10 Hektar; er ist mit zahlreichen Gewächsen bepflanzt, die einzeln oder in Gruppen stehen, und diente von Anfang an als perspektivische Kulisse für das Landhaus.
Der von einigen Auffahrten durchzogene Garten enthält unter anderem zahlreiche hundertjährige Exemplare von Libanon-Zedern und Rotbuchen von erstaunlichen Ausmaßen.